# Jüriküla
Jüriküla – wieś w Estonii, w prowincji Jõgeva, w gminie Puurmani.